# 红岩影片公司
红岩影片公司（英語：Red Granite Pictures）是由马来西亚前首相纳吉·阿都拉萨继子里扎阿兹与乔尔麦法兰（Joey McFarland）于2010年所创办的电影制作公司。其制作电影包括2013年的《华尔街之狼》。后来该公司因卷入一个马来西亚发展有限公司丑闻（1MDB）而于2018年解散。2015年，美国联邦调查局（FBI）曾针对包括红岩影片公司在内的纳吉家族资产展开调查。

## 一马公司丑闻
红岩影片公司卷入了一个马来西亚发展有限公司丑闻。《华尔街日报》记者汤姆莱特与布拉利霍普所著的《鲸吞亿万》一书中详细介绍了涉嫌从1MDB窃取资金的用途。2016年，美国联邦调查局（FBI）传唤了该公司的多名前任和现任员工，他们被指控从1MDB挪用1.55亿美元以用于资助2013年电影《华尔街之狼》的资金。该公司拥有人里扎否认有任何不当行为。然而，红岩电影公司最终于2018年3月同意向美国政府支付6000万美元（2亿3409万令吉），以便达致和解，免遭美国政府充公资产。